# Merenye
Merenye é um município da Hungria, situado no condado de Baranya. Tem 14,47 km² de área e sua população em 2019 foi estimada em 245 habitantes.